# Slovénie aux Jeux olympiques d'hiver de 2018
La Slovénie participe aux Jeux olympiques d'hiver de 2018 à PyeongChang en Corée du Sud du 9 au 25 février 2018. Il s'agit de sa huitième participation à des Jeux d'hiver.

## Participation
Aux Jeux olympiques d'hiver de 2018, les athlètes de l'équipe de Slovénie participent aux épreuves suivantes : 
| Sport            | Hommes | Femmes | Total |
| ---------------- | ------ | ------ | ----- |
| Ski alpin        | 6      | 5      | 11    |
| Biathlon         | 5      | 2      | 7     |
| Ski de fond      | 2      | 6      | 8     |
| Ski acrobatique  | 1      | 0      | 1     |
| Hockey sur glace | 25     | 0      | 25    |
| Luge             | 1      | 0      | 1     |
| Combiné nordique | 2      | 0      | 2     |
| Saut à ski       | 5      | 4      | 9     |
| Snowboard        | 5      | 2      | 7     |
| Total            | 52     | 19     | 71    |

## Liste des médaillés
| Sport                   | Discipline                    | Athlète(s) | Performance   | Date       |
| Médailles d'or : 0      |                               |            |               |            |
| Médaille d’argent : 1   |                               |            |               |            |
| Biathlon                | Individuel hommes             | Jakov Fak  | 48 min 9 s 3  | 15 février |
| Médailles de bronze : 1 |                               |            |               |            |
| Snowboard               | Slamom géant parallèle hommes | Žan Košir  | 1 min 24 s 97 | 24 février |

| Sport     | Médaille d'or, Jeux olympiques | Médaille d'argent, Jeux olympiques | Médaille de bronze, Jeux olympiques | Total |
| --------- | ------------------------------ | ---------------------------------- | ----------------------------------- | ----- |
| Biathlon  | 0                              | 1                                  | 0                                   | 1     |
| Snowboard | 0                              | 0                                  | 1                                   | 1     |

| Jour     | Date       | Médaille d'or, Jeux olympiques | Médaille d'argent, Jeux olympiques | Médaille de bronze, Jeux olympiques | Total |
| -------- | ---------- | ------------------------------ | ---------------------------------- | ----------------------------------- | ----- |
| 1er jour | 8 février  | —                              | —                                  | —                                   | —     |
| 2e jour  | 9 février  | —                              | —                                  | —                                   | —     |
| 3e jour  | 10 février | 0                              | 0                                  | 0                                   | 0     |
| 4e jour  | 11 février | 0                              | 0                                  | 0                                   | 0     |
| 5e jour  | 12 février | 0                              | 0                                  | 0                                   | 0     |
| 6e jour  | 13 février | 0                              | 0                                  | 0                                   | 0     |
| 7e jour  | 14 février | 0                              | 0                                  | 0                                   | 0     |
| 8e jour  | 15 février | 0                              | 1                                  | 0                                   | 1     |
| 9e jour  | 16 février | 0                              | 0                                  | 0                                   | 0     |
| 10e jour | 17 février | 0                              | 0                                  | 0                                   | 0     |
| 11e jour | 18 février | 0                              | 0                                  | 0                                   | 0     |
| 12e jour | 19 février | 0                              | 0                                  | 0                                   | 0     |
| 13e jour | 20 février | 0                              | 0                                  | 0                                   | 0     |
| 14e jour | 21 février | 0                              | 0                                  | 0                                   | 0     |
| 15e jour | 22 février | 0                              | 0                                  | 0                                   | 0     |
| 16e jour | 23 février | 0                              | 0                                  | 0                                   | 0     |
| 17e jour | 24 février | 0                              | 0                                  | 1                                   | 1     |
| 18e jour | 25 février |                                |                                    |                                     |       |
| Total    | Total      | 0                              | 1                                  | 1                                   | 2     |

## Sports

### Hockey sur glace
| No    | Nom                 | Position  | Club                                         |
| ----- | ------------------- | --------- | -------------------------------------------- |
| +040, | Luka Gračnar        | Gardien   | EC Red Bull Salzbourg (EBEL)                 |
| +032, | Gašper Krošelj      | Gardien   | Rødovre Mighty Bulls (Metal Ligaen)          |
| +069, | Matija Pintarič     | Gardien   | Dragons de Rouen (Ligue Magnus)              |
| +015, | Blaž Gregorc        | Défenseur | Mountfield HK (Extraliga)                    |
| +086, | Sabahudin Kovačevič | Défenseur | HC Energie Karlovy Vary (WSM liga)           |
| +028, | Aleš Kranjc         | Défenseur | ETC Crimmitschau (DEL2)                      |
| +017, | Žiga Pavlin         | Défenseur | ČEZ Motor České Budějovice (WSM liga)        |
| +014, | Matic Podlipnik     | Défenseur | HC Energie Karlovy Vary (WSM liga)           |
| +061, | Jurij Repe          | Défenseur | Rytíři Kladno (WSM liga)                     |
| +051, | Mitja Robar - A     | Défenseur | EC Klagenfurt AC (EBEL)                      |
| +023, | Luka Vidmar         | Défenseur | Alba Volán Székesfehérvár (EBEL)             |
| +071, | Boštjan Goličič     | Attaquant | Brûleurs de loups de Grenoble (Ligue Magnus) |
| +084, | Andrej Hebar        | Attaquant | HK Olimpija (Alps Hockey League)             |
| +008, | Žiga Jeglič         | Attaquant | Neftekhimik Nijnekamsk (KHL)                 |
| +092, | Anže Kuralt         | Attaquant | Gothiques d'Amiens (Ligue Magnus)            |
| +039, | Jan Muršak - C      | Attaquant | Frölunda HC (SHL)                            |
| +016, | Aleš Mušič          | Attaquant | Alba Volán Székesfehérvár (EBEL)             |
| +018, | Ken Ograjenšek      | Attaquant | Graz 99ers (EBEL)                            |
| +019, | Žiga Pance          | Attaquant | Dornbirner EC (EBEL)                         |
| +012, | David Rodman        | Attaquant | Brûleurs de loups de Grenoble (Ligue Magnus) |
| +022, | Marcel Rodman       | Attaquant | EC Bad Tölz (DEL2)                           |
| +055, | Robert Sabolič      | Attaquant | Torpedo Nijni Novgorod (KHL)                 |
| +024, | Rok Tičar - A       | Attaquant | Sibir Novossibirsk (KHL)                     |
| +026, | Jan Urbas           | Attaquant | Fischtown Pinguins (DEL)                     |
| +091, | Miha Verlič         | Attaquant | EC Villacher SV (EBEL)                       |

Entraîneur : Kari Savolainen